# 鄭漢淑
 鄭 漢淑 （チョン・ハンスク、정한숙、1922年 - 1997年）は、韓国の小説家である。本貫は河東鄭氏。平安北道寧辺郡出身。

## 受賞歴
- 1953年、朝鮮日報懸賞文芸入選

## 主な作品
小説
- 1957年、『애정지대』(愛情地帯)[3]
- 1958年、『묘안묘심』(妙案妙心)
- 1958年、『황진이』(黃眞伊)
- 1959年、『내 사랑의 편역』(僕の愛の遍歴)
- 1959年、『암흑의 계절』(暗黒の季節)}
- 1959年、『시몬의 회상』(シモンの回想)
- 1963年、『끊어진 다리』(断ち切れた橋)
- 1966年、『우린 서로 닮았다』(僕たちは似ている)
- 1976年、『조용한 아침』(静かな朝)
- 1983年、『안개거리』(霧の街)
- 1987年、『대학로 축제』(大学路の祝祭)

文学研究書
- 1973年、『현대한국소설론』(現代韓国の小説論)
- 1975年、『소설기술론』(小説記述論)
- 1976年、『현대한국작가론』(現代韓国の作家論)
- 1980年、『해방문단사』(解放文壇史)
- 1982年、『현대한국문학사』(現代韓国文学史)